# Fastbacks
Fastbacks est un groupe de pop punk américain, originaire de Seattle, dans l'État de Washington. Il est formé en 1979 (et dissous en 2002) par Kurt Bloch, Kim Warnick, et Lulu Gargiulo.

## Biographie
Le groupe est formé en 1979 par le guitariste Kurt Bloch (né le 28 août 1960), et ses amis Lulu Gargiulo (guitare, chant, né le 12 octobre 1960) et Kim Warnick (basse, chant, né le 7 avril 1959). Leur style musical mêle généralement punk rock à des chants et textures teintés pop.
Ces trois membres restant permanents, ils recrutent plusieurs batteurs dont Duff McKagan, plus tard des Guns N' Roses. MTV estime que le nombre de batteurs ayant joué au sein des Fastbacks « oscille entre 12 et 20 ». Pendant une grande partie de sa dernière décennie, Mike Musburger devient batteur, mais les batteurs de Fastbacks avant lui (ou lorsqu'il faisait une pause) incluent Bloch, Richard Stuverud (peut-être mieux connu au sein du groupe War Babies, Fifth Angel et ses collaborations avec Jeff Ament de Pearl Jam, incluant Three Fish, Tres Mts. et RNDM), Nate Johnson et Rusty Willoughby, John Moen (de Dharma Bums, Jason Finn (des Presidents of the United States of America), Dan Peters de Mudhoney, et Tad Hutchison du Young Fresh Fellows.
Le groupe se met en pause après le départ de Kim Warnick au sein de Visqueen entre 2001 et 2004. En été 2010, Kim Warnick forme un nouveau groupe avec Mikey Davis (Alien Crime Syndicate, Tommy Stinson) appelé Cali Giraffes. Les Fastbacks se réunissent pour un seul concert le 8 juillet 2011 au West Seattle Summer Music Festival, composé du trio Kurt, Kim et Lulu, avec Mike Musburger à la batterie.

## Discographie

### Albums studio
- 1987 : And His Orchestra (PopLlama Records)
- 1990 : Very, Very Powerful Motor (PopLlama)
- 1991 : Never Fails, Never Works (Blaster!) (compilation britannique)
- 1993 : Zücker (Sub Pop)
- 1994 : Answer the Phone, Dummy (Sub Pop)
- 1996 : New Mansions in Sound (Sub Pop)
- 1999 : The Day that didn't Exist (spinART)
- 2016 : Now is the Time (No Threes) (compilation)

### Singles
- 1981 : It's Your Birthday / You Can't Be Happy (No Threes)
- 1989 : Wrong Wrong Wrong / In America - (Subway) - UK
- 1989 : In The Winter / It Came To Me In a Dream (Subway) - UK
- 1990 : Lose (Steve Priest Fan Club) (split avec Gas Huffer)
- 1991 : The Answer Is You (My Letters/Whatever Happened to ?/Impatience/Above the Sunrise) (Sub Pop) (coffret deux singles)
- 1992 : Run No More / Really (Who Cares?)
- 1992 : Now Is the Time / Sometimes / Was Late (Ded Beet)
- 1993 :  They Don't Care / Out of the Charts - (PopLlama)
- 1993 : Gone to the Moon - Go All the Way (Sub Pop)
- 1994 : Wait It Out / The Jester (Munster)
- 1995 : Rat Race / I Live In a Car / Telephone Numbers (Gearhead Records) (split avec Meices)
- 1996 : Just Say (Sub Pop)
- 1996 : All In Order / Answer The Phone, Dummy / Allison (Birdtime Bird Co.)
- 1996 : And After All / Marionette (Birdtime Bird Co.)
- 2011 : Come On Come On / I Can't Hide (Super Fan)

### EP
- 1982 : Fastbacks Play Five of Their Favorites (No Threes)
- 1984 : Everyday Is Saturday (No Threes)
- 1989 : In The Summer/You Can't Be Happy/Everything I Don't Need/Queen of Eyes (No Threes/SPFC)
- 1993 : Gone To The Moon (Sub Pop)
- 1996 : Alone In A Furniture Warehouse Scaring You Away Like A Hotel Mattress (Munster) - Espagne
- 1998 : Win Lose or Both (PopLlama)

### Apparitions
- 1981 : Seattle Syndrome Volume One (Engram) track 6, Someone Else's Room
- 1986 : Let's Sea (K Records) track 1-4, Don't Eat That, It's Poison
- 1986 : Monkey Business: Green Monkey Records 1986 Compilation (Green Monkey) track 8, Time Passes
- 1988 : Sub Pop 200 (Sub Pop) track 10, Swallow My Pride (reprise de Green River)
- 1991 : Another Damned Seattle Compilation (Dashboard Hula Girl Records) track 18, Hit or Miss (reprise de The Damned)
- 1992 : The Question is No (Sub Pop)
- 1992 : International Pop Underground Convention (K Records) track 19, Impatience (live)
- 1992 : International Pop Underground Convention (K Records) track 19, "Impatience
- 1992 : Hodge Podge and Barrage from Japan (1 + 2 Records) track 9, Trouble Sleeping
- 1992 : Estrus Gearbox (Estrus Records) track 2, Hot Rods to Heaven
- 1992 : 20 More Explosive Fantastic Rockin' Mega Smash Hit Explosions! (Pravda) track 2-6 Rocket Man
- 1993 : ...And the Fun Just Never Ends (Lost and Found) track 8, You Can't Be Happy ; track 8, Love You More - Allemagne
- 1993 : Say Hello To The Far East (Sony Records) track 1, Go All The Way
- 1994 : 13 Soda Punx (Munster / Top Drawer) track 5, I'm Cold
- 1994 : Whole Wide World - The Subway Organisation Label 1986-1990 (Midi Inc.) track 14, In the Winter
- 1994 : The World of The Zombies (PopLlama) track 6, Hung Up On a Dream ; track 9, Just Out of Reach
- 1995 : 20 Supersonic Mega Explosive Hits (Runt) track 19, Rocket Man - Italie
- 1995 : Oh Canaduh! (A Collection of Canadian Punk Rock Covers) (Lance Rock) track 8, Won't Have to Worry
- 1995 : Screaming Life (Sub Pop) track 9, What's It Like - comprend le livre Screaming Life: A Chronicle of the Seattle Music Scene (HarperCollins)
- 1996 : Bite Back / Live at the Crocodile Cafe's (PopLlama) track 5, Always Tomorrow
- 1996 : Home Alive - The Art of Self Defense (Epic) track 1-3, Time and Matter
- 1996 : Hype! The Motion Picture Soundtrack (Sub Pop) track 1, K Street (Live) ; track 22, Just Say
- 1996 : Paydirt (Sub Pop) track 7, I Can't Win ; track 17, No Information
- 1997 : Dictators Forever Forever Dictators Vol. II (Roto) track 16, Exposed  - Espagne
- 2001 : Give the People What We Want : The Songs of the Kinks (Sub Pop / Burn Burn Burn / Right Now) track 12, Waterloo Sunset
- 2004 : Truth Corrosion and Sour Bisquits (Book Records)
- 2013 : What Have We Wrought? A Mike Atta Benefit Compilation (Burger / Gasatanka / Munster) track 1-6, Fast Enough

### Albums live
- 1988 : Bike • Toy • Clock • Gift (auto-produite en 1988, rééditée chez No Threes Records en 1989, publié en format CD en 1994 chez Lucky Records)
- 1991 : In America (Smilin' Ear) (2x7)
- 1996 : Here They Are... Live at the Crocodile... (Lance Rock) - Canada

### Vidéo
- 2004 : Hype! The Sound of a Musical Explosion DVD (Republic)